# Raimondijeva kapela
 Raimondijeva kapela je stranska kapela cerkve San Pietro in Montorio v Rimu. Oblikoval jo je Gian Lorenzo Bernini.
Je družinska kapela Raimondijev. Oltarna slika in splošna zasnova kapele sta posvečena življenju sv. Frančiška Asiškega. Posebnost je likovna uprizoritev luči. Cappella Raimondi je bila »takrat najsvetlejša soba v Rimu«, eden od Berninijevih prvih poskusov, da bi njegov dizajn prišel do izraza s svetlobnimi učinki. Po mnenju Berninijevega raziskovalca Irvinga Lavina je za Cappello Raimondi značilen specifičen in zavesten princip oblikovanja. To naj bi podredilo vse elemente kapele – stene, grobnice, oltar, obok in tla – enotnemu sistemu.

## Zgodovina
Raimondijeva kapela je ena od osmih kapel v cerkvi San Pietro in Montorio, naslovni cerkvi na vzhodnem pobočju Gianicola. Zasnoval jo je Bernini, izvedli pa so jo Francesco Barrata, Guidobaldo Abbatini, Nicolo Sale in Andrea Bolgi. V nasprotju z večkrat izrečenimi predpostavkami je malo verjetno, da je bil Bernini sam vpleten v tehnično in končno izvedbo. Cerkev je dvorana s podolgovatim korom in približno polkrožnim kornim zaključkom. Na vsaki strani ladje so prizidane štiri kapele. Medtem ko so bile kapele na jugovzhodni strani razširjene v začetku 17. stoletja in imajo drugačne tlorisne zasnove in dimenzije, je bila velikost kapel na severozahodni strani vnaprej določena, saj tu cerkev meji na frančiškanski samostan. Te kapele torej niso neposredno osvetljene z naravno svetlobo. V okviru kasnejše širitve je verjetno na nasprotni strani nastala tudi Raimondijeva kapela, kot jo je našel Bernini in se je ohranila do danes.
Na desni strani kapele je grobnica Francesca Raimondija, ki je umrl leta 1638. Na levi je grob Gerolama Raimondija, ki je umrl že leta 1628 in je bil prenesen v družinsko kapelo. Na podlagi teh dveh datumov smrti sta določena začetek gradnje in trajanje okrasitve kapele. Naročilo je Bernini verjetno prejel leta 1638, v letu smrti Francesca Raimondija. Izvajanje naj bi se začelo štiri leta pozneje in končalo leta 1646. Datum dokončanja je določen z drugimi pogodbami med Francescom Barrato in Nicolom Salesom, ki bi se sicer prekrivale s tem delom. Berninijeva pogodba se je nanašala le na zasnovo likovne zasnove obstoječega prostora. Tudi za Raimondijevo kapelo je Bernini uporabil arhitekturne elemente v antičnem slogu, spremenil klasične vzorce in izpopolnil uprizoritev prostora, arhitekture in kiparstva s pomočjo svetlobe. Oltarni relief, ki prikazuje Stigme sv. Frančiška, je izdelal kipar Francesco Baratta, tesen Berninijev sodelavec. Doprsni kipi Andree Bolgisa subtilno odstopajo od prvotnih Berninijevih načrtov. Nizke reliefe na sprednji strani krst je izdelal Nicolo Sale. Prvotna stropna poslikava Guidobalda Abbatinija ni ohranjena. Današnja stropna poslikava je restavrirana ali rekonstruirana različica.

### Družina darovalca
Monsinjor Marcello Raimond iz Savone je leta 1638 naročil družinsko kapelo, da bi pokopal svoja dva sorodnika, duhovnika monsinjorja Francesca Raimondija in njegovega strica monsinjorja Gerolama Raimondija. Grb je edina referenca na Raimondije. Prikazuje leoparda (leva, ki divja) na polju s kockami. Lev iz družine Raimondi nosi tako imenovano krono markiza. Umetniški in materialni napor kaže, da je bila družina Raimondi zelo bogata. Sicer pa o družini trenutno skoraj ni virov.

## Arhitektura
Gledano od zunaj Raimondijeva kapela ni spektakularna stavba, njene stene krasi le prazen ščit, okrašen s školjko na vrhu. Ni znano ali je bil Berninijev okrašen grb dodan pozneje ali ko so zgradili obzidje. Ko je Bernini prejel naročilo, je prostorsko velikost 3,50 m globoko, 3,80 m visoko in 2,15 m široko podala obstoječa stavba.
Kapela je od cerkvene ladje ločena z ograjo iz belega marmorja, obarvanega v bledo sivi barvi. Podolžno pravokotni prostor kapele zapira apsida s tridelno apsidno kaloto. Zaradi dejstva, da je prostor v celoti obložen z belim marmorjem in številnimi viri svetlobe, je prostor videti zelo svetel, barvne poudarke daje le poslikan obokan strop. Tla iz belega marmorja deli grški križ iz temno sivega marmorja, ki po interpretaciji Irvinga Lavina odraža razdelitev stropa na eni strani in se simbolično nanaša na štiri kardinalne točke na drugi strani.

### Oltar
Dve stopnici vodita do ravnega podstavka s preprosto menzo oltarja, na katerega je pritrjena dovršeno oblikovana edikula z oltarnim reliefom. Arhitekturna izdelava oltarja je zelo podobna glavnemu oltarju v cerkvi Santa Bibiana, kjer je Bernini razvil nov tip oltarja: lik naslovnega svetnika je umestil v arkadno nišo, uokvirjeno z antično edikulo. Tudi svetnica sama je od zgoraj osvetljena s skritim virom svetlobe.

### Oltarni relief
Tema oltarnega reliefa je Stigme Frančiška Asiškega, ki se prenaša v legendah, ki so se razvile po njegovi smrti.
Bernini odstopa od zelo priljubljene Giottove slikovne invencije teme, ki prikazuje svetnika ponižno na kolenih in z iztegnjenimi rokami, navdušen, ko prejema Kristusove stigme od serafa, poslanega iz nebes. Bernini se bolj usmerja k tipu podobe angelske pietà (Imago pietatis), tipu devocijske podobe, ki je bila priljubljena od 13. stoletja, razen v Franciji in predvsem v Italiji, kjer en ali dva angela predstavljata telo Kristusa gledalcu. V Berninijevem delu je serafa kot glasnika zamenjala nebeška svetloba, ki se razliva nad prizoriščem.
Skupino figur spremljata dva majhna putta in dve angelski glavici. Putto na desni strani svetnika opazuje dogodek z bolečim izrazom na obrazu. Putto ob njegovih nogah drži v levi roki pas, v desnici pa mučeniško dlan. Nizki relief na dnu slike prikazuje samostan La Verna, kjer je po legendi prišlo do stigmatizacije svetnika. Podpis Francesca Baratte je spodaj levo na kamnu, obdanem s travo.

### Svetloba
Kapela je osvetljena z več viri svetlobe, ki omogočajo prečiščeno in ciljno osvetlitev. Svetla, nefiltrirana svetloba vstopa skozi dve veliki odprtini na obeh straneh oltarja, kar omogoča, da je relief živo oblikovan s svetlobo in senco. Drugo okno tik nad oltarnim reliefom zakriva entablatura edikule in dramatizira le nekatere dele reliefa, na primer obraz svetnika in dejanja angelov, ki pod pazduho močno oprimejo mlahavo telo svetnika. S stropa pada svetloba iz štirih oken lanterne na strehi, ki ji dajejo zlat, nezemeljski sijaj naslikani zlati žarki v apsidni kaloti.
Svetlobo v odnosu do oltarnega reliefa in prostora, ki ga obdaja, lahko razumemo kot povezavo med skulpturo in kontekstom ter gledalcem. Svetloba prihaja nežno od zgoraj in ne pada neposredno na skulpturo, kar ustvarja duhovno, sveto avro, ki bo povezana s preobrazbo. Okoli skupine figur nastaja svoj prostor. Bernini doseže ta učinek s konkavnim ozadjem, ki je bilo do tedaj tako redko uporabljeno v kompoziciji. Ta kompozicija spremeni ekstazo Frančiška Asiškega v »pravi čudež«. Bernini uporablja naravno svetlobo za osvetlitev svoje visoke točke, Raimondijeve kapele in poskuša (zapleteno zaradi poteka sonca) ustvariti nadzorovan vpad svetlobe skozi štiri stranska, natančno izračunana okna.
V Raimondijevi kapeli Bernini uporablja tri različne slogovne prijeme svetlobe. Tvori prostor svetlobe, prostor brez materialne vrednosti, ki ga razmejujeta senca ali tema. To je bilo mogoče, ker je bil prej edini vir svetlobe majhna lučka v ladji. Stožci svetlobe, ki prihajajo skozi okna, krepijo občutek zatočišča in varnosti, saj nakazujejo intimnost in zasebnost.

### Obok
Strop je ključni kamen, zadnja povezava v ciklu. Svetost je dosežena in krog življenja je sklenjen. Prejemnik je zdaj bližje svetemu božjemu golobu kot kdaj koli prej. Frančišek Asiški se razprostira na nebu, od spodaj pa ga prepoznamo po atributih. Iz gibanja proti nebu v oltarnem prostoru se doseže ta preoblikovan položaj. Medtem ko se v oltarnem reliefu Frančišek Asiški (v simbolnem kontekstu tudi Raimondi) identificira z Jezusom, se v oblikovanju obokanega stropa identificira z apokaliptičnimi angeli. Obe temi sta kot dve kinematografsko vzporedni niti, ki vodita k enemu cilju: svetosti, Bogu in svetlobi.
Sedanja slika v kapeli ni več original. Pravi strop je bil zamenjan in po rekonstrukciji so ostale le konstrukcije.
Nekatera področja so prikazana enobarvno, druga v več barvah. Enobarvna struktura, prava in poslikana štukatura ter okvir ustrezajo originalni različici. Rekonstruirana je bila slikovna vsebina in prikazi. V sredini je motiv svetega Frančiška Asiškega, obdan s tremi putti. Na tej upodobitvi predstavlja stigme svoje desne roke, medtem ko z odprto kretnjo gleda proti nebu. Ob straneh sta dodana še dva okvirja, ki domnevno predstavljata prizore iz mitologije Frančiška Asiškega. Vsako držita dva putta. Druga polja so zapolnjena s personifikacijami, od katerih imajo nekatera le napol spremne simbole: jagnje zgoraj desno, snop žita levo, orodje, kot je kladivo, spodaj levo, a na spodaj desno.
Stropni del kora ima v središču svetega goloba, priljubljeno Berninijevo temo (znamenje svetosti, svetlobe in poti k Bogu). Obdaja jo polkrog, iz katerega na strop krasijo zlati sončni žarki. Artikulacija karlote apside natančno sledi zasnovi pedimenta in tvori tri lunete. V vsakem od treh polj sta dva putta, ki držita okvir. V srednjem okvirju lahko vidite Frančiška Asiškega, ki stoji pred svojimi učenci. V desnem okvirju mu ob nogah leži žival, verjetno jelen. Na levi ima v roki križ, torej je na misiji.

## Grobnice
Obokani stebri so tudi stene kapele. V območju zgibnih tal segajo do stropa in vsebujejo nagrobne spomenike Raimondijev. Arhitektura grobnic je zrasla skupaj s kapelo. Obzidje je iz belega marmorja, vsebinsko koherentno, a urejeno in strukturirano v oblikah in elementih.  V navpični strukturi je najprej cokel, na kateri sedi druga. Ti cokli so neokrašeni. Zgornja podlaga nosi zavihano entablaturo, ki obdaja celotno sobo. Fino izklesan friz entablature je okrašen s trnastimi vejami vrtnic, cvetočimi vrtnicami in pticami. Jonski stebri s polovičnimi in četrtimi pilastri uokvirjajo del stene s sarkofagi in doprsnimi kipi. Nosijo friz iz akantovih vitic. Venec in zobci ponovno obkrožajo celotno kapelo in jih lomijo le Raimondijevi grbi, nameščeni nad doprsnimi kipi.
Sami živahni doprsni kipi stojijo v nišah. Za ta čas je edinstvena tudi zasnova nagrobnih upodobitev. Standard za grobnice so bili običajno rimski modeli ali Michelangelova Medičejska kapela. V vsakem primeru je naravna (doprsna) upodobitev posameznega pokopa nad sarkofagom, v kateri je pokop upodobljen kot mrtva oseba. Putti spremljajo krsto in popestrijo dogajanje okoli pokojnikov, dvignejo pokrov in pogledajo v sarkofag.
Ta upodobitev življenja in smrti izhaja iz tradicije večplastnih grobnic francoskega srednjega veka. Odprta krsta je pogosto uporabljen simbol vstajenja. Ta sopostavitev mrtvega in živega, smrtnega in nesmrtnega telesa tvori kontrast brez primere. To nenavadno soočenje, ki bi ga v času Berninijevega življenja vsekakor lahko razumeli kot kršitev tradicije, pojasnjuje s pomočjo dveh reliefov na trapezoidno oblikovani sprednji strani, ki ponovno obravnavata vsakokratni pokop in obravnavata ločevanje telesa in posameznika, snov in duh.
Na obeh straneh se razteza lok, ki se dvigne na strani, obrnjeni proti oltarju in tvori slavolok. Gerolamo je zatopljen v knjigo, Sveto pismo, medtem ko Francesco gleda proti vhodu in se zdi, da sprejme obiskovalca.

### Nagrobni relief Francesca
Franceskov relief lahko razdelimo na tri dele. Osrednja skupina ljudi se je zbrala pred bradatim moškim, ki skupino blagoslavlja. Ta prizor spremlja skupina trpečih ljudi in smrt, ki jo simbolizira okostje. Na drugi strani pa je upodobljen raj, čudovita telesa, ki sproščeno ležijo v senci drevesa.

### Nagrobni relief Gerolama
Grobovi se s svojim slikovnim programom nanašajo na posameznega pokopanega. Relief Gerolamosa prikazuje skupino figur na levi, eno na desni tretjini in raztresene v ozadju. Ženska žaluje, medtem ko moški kaže na angela, ki lebdi nad dogajanjem v središču reliefa in trobi na trobento, kar je aluzija na Poslednjo sodbo, ko mrtvi plezajo iz grobov, da bi se pojavili pred svojim sodnikom. Tudi na reliefu so grobovi odprti, ven plezajo okostnjaki.